# Сиргијана (генерал)
Сиргијан је био византијски званичник, војник, пореклом Куманац, који је живео крајем 12. почетком 13. века.
Он је био Кумански поглавар, који се са својим народом настанио у Византијском царству у потрази за бољим животом, чак је више пута тражио од цара да им да дозволу да се населе у царским земљама. Његово име је било Ситјиган и када је његовом народу дата дозвола да се насели у Царству, он је крштен као хришћанин и назван Сиргијан искривљени облик његовог имена. Сиргијан је био почаствован титулама великог маршала и великог друнгарија (великог доместика).
Оженио се Евгенијом Палеолог Кантакузин, ћерком пинкерна Јована Кантакузина и Ирене Палеолог, њихова деца су била:
- Сиргијан Палеолог.
- Теодора Сиргијанина, удата за Гија / Константина IV од Поатје-Лузињана, краља Мале Јерменије (Киликије)[1].